# 強力カビハイター
強力カビハイター（きょうりょくカビハイター）は、花王が発売している浴室用カビ取り剤の製品名である。ハイターシリーズの一種。
この記事では、前身であるカビとりハイター、カビとりハイターストロングについても記述する。

## 概要
1998年に花王は「カビとりハイター」を発売し、カビ取り剤市場に参入。2000年代に入ると「カビとりハイターストロング」を発売（この当時は「カビとりハイター」と2種類が発売されていた）。2007年3月31日には現在の「強力カビハイター」を発売した。
ツンとこないやさしい香りが特徴である。「強力カビハイター」は、新密着成分を配合し、壁などの垂直面にも泡がしっかりとどまることにより、カビ取りの効果が上昇した。
パッケージの色は、カビとりハイターが緑色、カビとりハイターストロングがラベルとスプレー部分が緑色、ボトル部分が白色、強力カビハイターでは、ボトル部分は白色、ラベルとスプレー部分は発売開始から2011年9月頃までは銀色だったが、2011年10月のパッケージデザインの変更後は、青色となっている。
内容量は400ml（ホームセンター等では1000ml版も発売されている）。付け替え用も発売されている。
広告キャラクターには、俳優の沢村一樹を起用している。「カビとりハイター」には、女優の安達香代子。「カビとりハイターストロング」には女優の森尾由美を起用していた。